# Montefalcione
Montefalcione község (comune) Olaszország Campania régiójában, Avellino megyében.

## Fekvése
A megye központi részén fekszik. Határai: Candida, Lapio, Montemiletto, Parolise és Pratola Serra.

## Története
Valószínűleg a longobárd időkben (8-9. század) alapították, de területe a régészeti leletek tanúsága szerint már az ókorban lakott volt. A következő századokban nemesi birtok volt. A 19. században nyerte el önállóságát, amikor a Nápolyi Királyságban felszámolták a feudalizmust.

## Népessége
A népesség számának alakulása:

## Főbb látnivalói
- Sacro Cuore di Gesù-templom
- Santa Maria Assunta-templom